# "Irish" Teddy Mann
"Irish" Teddy Mann (5 de septiembre de 1951 (73 años) es el apodo profesional del mundialmente aclamado exboxeador en categorías de pesos medios , Theodore A. Mannschreck, también conocido como Ted "El Irlandés". Nacido en Point Pleasant, Nueva Jersey, se mudó a la zona de Forked River, Lacey Township, Nueva Jersey a edad muy temprana, y fue allí donde surgió su amor por el deporte del boxeo
Siendo aficionado, Ted acumuló un palmarés impresionante y luchó contra algunos competidores duros incluyendo el campeón A.A.U., Curtis Parker y varios campeones de guantes dorados. Mientras asistía a clases en el Instituto Regional Central, en Forked River, batió más de un récord escolar de Track y Campo a través  siendo capitán del equipo de ese deporte.
Tras convertirse en profesional el 24 de agosto de 1977, Mannschreck acortó su nombre a "Mann" por sugerencia de su mánager, Carmen Graziano. Al comienzo de su carrera su pronósticos parecían muy prometedores y antes de su combate con "Bad" Bennie Briscoe, en 1979, en el The Spectrum de Filadelfia, había alcanzdo una marca de 18-1. Esa lucha demostró ser el punto de inflexión de su carrera con el resultado de lesión en la mano derecha para Mann de la que este nunca llegó a recuperarse por completo.
Varios años más tarde, consiguió derrotar al mundialmente aclamado contendiente, Robbie Epps conquistando la séptima posición mundial según la revista Ring Magazine y la octava según la Asociación Mundial de Boxeo.